# Гревена (дем)
Гревена (на гръцки: Δήμος Γρεβενών, Димос Гревенон) е дем в област Западна Македония на Република Гърция. Център на дема е град Гревена (Гребена).

## Селища
Дем Гревена е създаден на 1 януари 2011 година след обединение на 13 стари административни единици – демите Гревена, Вендзи, Ираклеотес, Агиос Космас, Горгяни, Теодорос Зякас и общините Авдела, Месолури, Периволи, Самарина, Филипеи, Доцико и Смикси.

### Демова единица Авдела
Според преброяването от 2001 година община Авдела (Κοινότητα Αβδέλλας) се състои от едно-единствено селище – Авдела (Αβδέλλα) и има 448 жители.

### Демова единица Агиос Космас
Според преброяването от 2001 година дем Агиос Космас (Δήμος Αγίου Κοσμά) с център в Мегаро (Радосинища) има население от 1792 души и в него влизат следните 12 селища:
- Демова секция Мегаро

- село Мегаро (Μέγαρο, старо Радосинища)

- Демова секция Агиос Космас

- село Агиос Космас (Άγιος Κοσμάς, старо Чирак, Мелидонища)
- село Ано Еклисия (Άνω Εκκλησία, Горно Видище)
- село Еклисия (Εκκλησία, старо Видище)

- Демова секция Дасилио

- село Дасилио (Δασύλλιο, старо Магер)

- Демова секция Калирахи

- село Калирахи (Καληράχη, старо Вравонища)

- Демова секция Калони

- село Калони (Καλλονή, старо Лунци, Лунч)

- Демова секция Кидониес

- село Кидониес (Κυδωνίες, старо Ванско)
- село Липси (Λείψι)

- Демова секция Кипариси

- село Кипариси (Κυπαρίσσι, старо Бишово)

- Демова секция Оропедио

- село Оропедио (Οροπέδιο, старо Вилия)

- Демова секция Трикорфо

- село Трикорфо (Τρίκορφο, старо Тричко)

### Демова единица Вендзи
Според преброяването от 2001 година дем Вендзи (Δήμος Βεντζίου) с център в Книди (Коприва) има население от 2957 души и в него влизат следните 16 селища:
- Демова секция Книди

- село Книди (Κνίδη, старо Коприва)
- село Итеа (Ιτέα, старо Върбово)
- село Микроклисура (Μικροκλεισούρα, старо Садовища)
- село Пистико (Πιστικό, старо Песково)
- село Порос (Πόρος, старо Гостун)

- Демова секция Екзархос

- село Екзархос (Έξαρχος)
- село Варис (Βάρης, старо Варище, Варише)

- Демова секция Кендро

- село Кендро (Κέντρο, старо Венци, Венче)
- село Агалеи (Αγαλαίοι, старо Агалуш)
- село Ниси (Νησί, старо Насиникос)

- Демова секция Палеохори

- село Палеохори (Παλαιοχώρι)

- Демова секция Пондини

- село Пондини (Ποντινή, старо Торища)

- Демова секция Пилори

- село Пилори (Πυλωροί)

- Демова секция Саракина

- село Саракина (Σαρακήνα)
- село Дипоро (Δίπορο, старо Холенища)
- село Неохори (Νεοχώρι, старо Горунаки)

### Демова единица Горгяни
Според преброяването от 2001 година дем Горгяни (Δήμος Γόργιανης) с център в Кипурио има население от 1707 души и в него влизат следните 7 селища:
- Демова секция Кипурио

- село Кипурио (Κηπουρείο)

- Демова секция Калитеа

- село Калитеа (Καλλιθέα, старо Балтино)
- село Приония (Πριόνια, старо Бозово)

- Демова секция Крания

- село Крания (Κρανιά, старо Турия)

- Демова секция Микроливадо

- село Микроливадо (Μικρολίβαδο, старо Лабаница)

- Демова секция Пигадица

- село Пигадица (Πηγαδίτσα)

- Демова секция Ситарас

- село Ситарас (Σιταράς, старо Ситово)

### Демова единица Гревена
Според преброяването от 2001 година дем Гревена има население от 15 481 души и в него влизат следните 29 селища:
- Демова секция Гревена

- град Гревена (Γρεβενά)
- село Доксарас (Δοξαράς, старо Бура)
- село Каламици (Καλαμίτσι)

- Демова секция Агии Теодори

- село Агии Теодори (Άγιοι Θεόδωροι)
- село Антракия (Ανθρακιά, старо Манас)
- село Георгица (Γεωργίτσα)
- село Деспотис (Δεσπότης, старо Снихово)
- село Емилианос (Αιμιλιανός, старо Критадес)
- село Мелиси (Μελίσσι, старо Пляса)

- Демова секция Амигдалиес

- село Амигдалиес (Αμυγδαλιές, старо Пикровеница)
- село Агия Триада (Αγία Τριάδα)
- село Лохми (Λόχμη, старо Вич)

- Демова секция Ватолакос

- село Ватолакос (Βατόλακκος, старо Добратово)

- Демова секция Елатос

- село Елатос (Έλατος, старо Добрани)
- село Кастро (Κάστρο, старо Хисар)

- Демова секция Елевтеро

- село Елевтеро (Ελεύθερο, старо Коскон)
- село Елевтеро Просфигон (Ελεύθερο Προσφύγων)

- Демова секция Калохи

- село Калохи (Καλόχι)
- село Агапи (Αγάπη, старо Раци)
- село Месолакос (Μεσόλακκος, старо Зигости, Зигост)

- Демова секция Киракали

- село Киракали (Κυρακαλή)

- Демова секция Мега Сиринио

- село Мега Сиринио (Μέγα Σειρήνιο)
- село Микро Сиринио (Μικρό Σειρήνιο)

- Демова секция Мирсина

- село Мирсина (Μυρσίνα, старо Коблар)
- село Аспрокамбос (Ασπρόκαμπος)

- Демова секция Родия

- село Родия (Ροδιά, старо Радовище)

- Демова секция Синдендро

- село Синдендро (Σύνδενδρο, старо Тривиш)

- Демова секция Фели

- село Фели (Φελλί)
- село Елевтерохори (Ελευθεροχώρι)

### Демова единица Доцико
Според преброяването от 2001 година община Доцико (Κοινότητα Δοτσικού) се състои от едно-единствено селище – Доцико (Δοτσικό, старо Дуско) и има 187 жители.

### Демова единица Ираклеотес
Според преброяването от 2001 година дем Ираклеотес (Δήμος Ηρακλεωτών) с център в Агиос Георгиос (Чурхли) има население от 3080 души и в него влизат следните 10 селища:
- Демова секция Агиос Георгиос

- село Агиос Георгиос (Άγιος Γεώργιος, старо Чурхли)

- Демова секция Айдония

- село Айдония (Αηδόνια, старо Стихази)
- село Дасаки (Δασάκι, старо Палеокопря)

- Демова секция Кивотос

- село Кивотос (Κιβωτός, старо Кривци)

- Демова секция Климатаки

- село Климатаки (Κληματάκι, старо Дурвунища)
- село Критаракия (Κριθαράκια)

- Демова секция Кокиния

- село Кокиния (Κοκκινιά, старо Сувин)
- село Неа Трапезунда (Νέα Τραπεζούντα)

- Демова секция Милеа

- село Милеа (Μηλέα)

- Демова секция Полидендро

- село Полидендро (Πολύδενδρο, старо Спата)

- Демова секция Таксиархис

- село Таксиархис (Ταξιάρχη, старо Коскон)

### Демова единица Месолури
Според преброяването от 2001 година община Месолури (Κοινότητα Μεσολουρίου) се състои от едно-единствено селище – Месолури (Μεσολούρι, старо Месолово) и има 139 жители.

### Демова единица Периволи
Според преброяването от 2001 година община Периволи (Κοινότητα Περιβολίου) се състои от едно-единствено селище – Периволи (Περιβόλι) и има 454 жители.

### Демова единица Самарина
Според преброяването от 2001 година община Самарина (Κοινότητα Σαμαρίνας) се състои от едно-единствено селище – Самарина (Σαμαρίνα) и има 701 жители.

### Демова единица Смикси
Според преброяването от 2001 година община Смикси (Κοινότητα Σμίξης) се състои от едно-единствено селище – Смикси (Σμίξη) и има 509 жители.

### Демова единица Теодорос Зякас
Според преброяването от 2001 година дем Теодорос Зякас (Δήμος Θεόδωρου Ζιάκα) с център в Мавранеи има население от 2855 души и в него влизат следните 17 селища:
- Демова секция Мавранеи

- село Мавранеи (Μαυραναίοι, старо Мавронища, Мавран)
- село Мавронорос (Μαυρονόρος)
- село Ставрос (Σταυρός, старо Палеохори)

- Демова секция Алатопетра

- село Алатопетра (Αλατόπετρα, старо Туз)

- Демова секция Анаврита

- село Анаврита (Αναβρυτά, старо Вреащино)

- Демова секция Закас

- село Зякас (Ζιάκας, старо Тиста)
- село Крия Вриси (Κρύα Βρύση)
- село Периволаки (Περιβολάκι, старо Липиница)

- Демова секция Космати

- село Космати (Κοσμάτι)

- Демова секция Лавдас

- село Лавдас (Λάβδας)

- Демова секция Монахити

- село Монахити (Μοναχίτι)

- Демова секция Панорама

- село Панорама (Πανόραμα, старо Сараканеи, Шарган)

- Демова секция Полинери

- село Полинери (Πολυνέρι, старо Воденско)

- Демова секция Просворо

- село Просворо (Πρόσβορρο, старо Делвино)

- Демова секция Спилео

- село Спилео (Σπήλαιο)

- Демова секция Трикомо

- село Трикомо (Τρίκωμο, старо Залово, 201 жители)
- село Парорио (Παρόρειο, старо Ряхово)

### Демова единица Филипеи
Според преброяването от 2001 година община Аренес (Κοινότητα Φιλιππαίων) с център Филипеи (Филипища) има 254 жители и в нея влизат три села:
- Демова секция Филипеи

- село Филипеи (Φιλιππαίοι, старо Филипища)
- село Аетия (Αετιά, старо Цуряка)
- село Куруна (Κουρούνα)